# 路德维希四世 (黑森大公)
路德维希四世，KG（Ludwig IV.，1837年9月12日—1892年3月13日），全名腓特烈·威廉·路德维希·卡尔（Friedrich Wilhelm LUDWIG Karl），黑森的第四任大公，1877年至1892年在位。他於1862年與英國維多利亞女王的次女愛麗絲公主結婚，倆人育有7名子女。

## 早年
路德维希四世是黑森-达姆施塔特的卡尔亲王与普鲁士公主伊丽莎白的长子。1837年9月12日生于达姆施塔特郊区的贝松根（Bessungen）。卡尔亲王是大公路德维希二世的次子，伊丽莎白是普鲁士国王腓特烈·威廉二世的孙女。
1862年，路德维希与英国维多利亚女王的次女爱丽丝公主结婚，获得王子殿下头衔及嘉德勋章。1866年的普奥战争中，路德维希统帅黑森骑兵队与奥军并肩作战。但黑森与奧地利帝國的联盟最终被普鲁士击败。普法战争中，他是北德意志邦聯中黑森军队的领袖。

## 统治时期
1877年6月13日他的伯父大公路德维希三世去世，由于他没有子嗣，路德维希继承了大公之位成为路德维希四世。
在波恩学习的普鲁士王子威廉（后来的德意志皇帝威廉二世）对黑森大公家族的路德维希四世同意了这门亲事。
大公夫人艾丽丝于1878年12月因白喉去世。路德维希四世于1884年再婚。
路德维希四世于1892年3月13日去世，终年54岁。其子恩斯特·路德维希成为下一任大公。路德维希四世葬于达姆施塔特的大公陵园。

### 路德维希四世时代的黑森首相
- 菲利普·古斯塔夫·奥古斯特·尤利乌斯·林克，施塔克男爵（Philipp Gustav August Julius Rinck, gen. Freiherr von Starck），任期：1879年—1884年5月
- 雅各布·芬格尔（Jakob Finger），任期：1884年5月—1898年

## 婚姻与子女
路德维希四世一生结婚两次，1862年7月1日在怀特岛与英国女王维多利亚的次女爱丽丝公主（1843年4月25日—1878年12月14日）结婚，夫妇有7个子女：
| 肖像 | 名字                | 出生           | 去世           | 身世 |
| ---- | ------------------- | -------------- | -------------- | --- |
|      | 维多利亚公主        | 1863年4月5日   | 1950年9月24日  | 嫁给巴腾堡的路易王子，后为米尔福德黑文侯爵夫人(1854年5月24日—1921年9月11日)，有子女。 |
|      | 伊丽莎白公主        | 1864年11月1日  | 1918年7月17日  | 在加入俄罗斯东正教她的洗礼宣读姓名为耶利萨维塔·费奥多罗夫娜Yelisaveta Fyodorovna，嫁给俄罗斯謝爾蓋·亞歷山德羅維奇大公 (1857年5月11日—1905年2月17日)，亚历山大二世之子，无后嗣。                                               |
|      | 伊蓮公主            | 1866年7月11日  | 1953年11月11日 | 嫁给她的表兄普鲁士的海因里希亲王，(1862年8月14日—1929年4月20日)，德意志皇帝腓特烈三世之子，有子女。伊雷娜的血友病传给她的三个儿子的两个：瓦爾德馬王子和亨利王子。                                                             |
|      | 恩斯特·路德维希王子 | 1868年11月25日 | 1937年10月9日  | 继承黑森和莱茵大公，1892年3月13日；1918年11月9日遜位；妻子薩克森-科堡與哥達的維多利亞·梅麗塔公主殿下(1876年11月25日-1936年3月2日)，离婚；再娶索爾姆斯-霍恩索爾姆斯-利希的艾蕾諾爾公主(1871年9月17日—1937年11月16日)，有子女。 |
|      | 弗里德里希王子      | 1870年10月7日  | 1873年5月29日  | 患有血友病和死于内出血，年仅两岁半。 |
|      | 艾莉克絲公主        | 1872年6月6日   | 1918年7月17日  | 在加入俄罗斯东正教她的洗礼宣读姓名为亚历山德拉·费奥多罗夫娜Alexandra Feodorovna。 嫁给俄罗斯沙皇尼古拉二世(1868年5月18日—1918年7月17日)，他们唯一的儿子皇储阿列克谢·尼古拉耶维奇·罗曼诺夫（Tsarevich Alexei）患有血友病。     |
|      | 玛丽公主            | 1874年5月24日  | 1878年11月16日 | 死于白喉，年仅四岁。 |

1878年艾丽丝因白喉去世。路德维希四世于1884年4月30日与亚历山德琳娜·胡腾-查普斯卡（Alexandrina Hutten-Czapska，1854年9月3日—1941年5月8日）结婚。亚历山德琳娜是俄罗斯驻达姆施塔特临时代办亚历山大·克雷明（Alexander Kolémine）的前妻，被路德维希四世封为罗姆洛德女伯爵（Gfn von Romrod）。这次婚姻是贵贱婚姻，并在当年宣布无效。二人没有子嗣。

## 祖辈
路德维希四世的祖辈详见下表：
| 黑森和莱茵河畔大公 路德维希四世 | 父亲： 黑森-达姆施塔特的 卡爾·威廉·路德維希親王 | 祖父： 黑森和莱茵河畔大公 路德维希二世 | 祖父之父： 黑森和莱茵河畔大公路德维希一世          |
| 黑森和莱茵河畔大公 路德维希四世 | 父亲： 黑森-达姆施塔特的 卡爾·威廉·路德維希親王 | 祖父： 黑森和莱茵河畔大公 路德维希二世 | 祖父之母： 黑森-达姆施塔特的路易絲·亨利埃特·卡洛琳 |
| 黑森和莱茵河畔大公 路德维希四世 | 父亲： 黑森-达姆施塔特的 卡爾·威廉·路德維希親王 | 祖母： 巴登公主威廉明妮·路易絲         | 祖母之父： 巴登藩侯世子卡尔·路德维希               |
| 黑森和莱茵河畔大公 路德维希四世 | 父亲： 黑森-达姆施塔特的 卡爾·威廉·路德維希親王 | 祖母： 巴登公主威廉明妮·路易絲         | 祖母之母： 黑森-達姆施塔特的阿瑪莉埃               |
| 黑森和莱茵河畔大公 路德维希四世 | 母亲： 普鲁士公主 瑪麗·伊利沙伯·卡洛琳·維多利亞 | 外祖父： 普鲁士王子腓特烈·威廉·卡爾    | 外祖父之父： 普鲁士國王腓特烈·威廉二世             |
| 黑森和莱茵河畔大公 路德维希四世 | 母亲： 普鲁士公主 瑪麗·伊利沙伯·卡洛琳·維多利亞 | 外祖父： 普鲁士王子腓特烈·威廉·卡爾    | 外祖父之母： 黑森-達姆施塔特的弗蕾德里克·路易絲    |
| 黑森和莱茵河畔大公 路德维希四世 | 母亲： 普鲁士公主 瑪麗·伊利沙伯·卡洛琳·維多利亞 | 外祖母： 黑森-霍姆堡的玛丽·安妮        | 外祖母之父： 黑森-霍姆堡领地伯爵弗里德里希五世     |
| 黑森和莱茵河畔大公 路德维希四世 | 母亲： 普鲁士公主 瑪麗·伊利沙伯·卡洛琳·維多利亞 | 外祖母： 黑森-霍姆堡的玛丽·安妮        | 外祖母之母： 黑森-達姆施塔特的卡羅琳               |

| 路德维希四世 (黑森大公) 黑森王朝出生于：1837年9月12日逝世於：1892年3月13日 | 路德维希四世 (黑森大公) 黑森王朝出生于：1837年9月12日逝世於：1892年3月13日 | 路德维希四世 (黑森大公) 黑森王朝出生于：1837年9月12日逝世於：1892年3月13日 |
| 統治者頭銜                                                                 | 統治者頭銜                                                                 | 統治者頭銜                                                                 |
| -------------------------------------------------------------------------- | -------------------------------------------------------------------------- | -------------------------------------------------------------------------- |
| 前任： 路德维希三世                                                        | 黑森和莱茵河畔大公 1877年-1892年                                           | 繼任： 恩斯特·路德维希                                                     |